# 王津 (南朝)
王津（？—？），字景渊，琅邪临沂人，王导的玄孙，王虞的儿子，王深的兄弟。
王津官至中书郎，其女王淑婉嫁给了刘义融第四子刘寔。